# バビロン5のエピソード一覧
バビロン5のエピソード一覧は、アメリカのテレビドラマシリーズ『バビロン5』のエピソード（サブタイトル）の一覧。

## パイロット版
- CGスペース・アドベンチャー バビロン5(ビデオソフト邦題)
- バビロン5(レーザーディスク邦題)
- 「序章(前編)」「序章(後編)」(スカパー!邦題)

## 第1シーズン: 「予兆」
1. 惑星ラギッシュ・スリー急襲
2. 略奪者ソウル・ハンター
3. 盗まれた極秘ファイル“パープル”
4. 謎の生体兵器
5. 宗教祭の暗闇
6. 超能力者集団 サイ・コープス
7. 異星人襲撃
8. 司令官失踪
9. 不老不死の薬
10. 生命と信仰
11. 破壊工作容疑
12. ドッキング・ベイの悲劇
13. 権力の象徴アイ
14. ルールのない格闘技ムタイ
15. 聖杯を探して
16. 突入!サイキック・マインド・スキャン
17. 最高指導者ブランマー追悼
18. 母星イプシロン3の危機 Part 1
19. 母星イプシロン3の危機 Part 2
20. 出現!バビロン4
21. 命懸けの治療!レイク症候群
22. さなぎ デレン変身

## 第1シーズン第18・19話を繋げたビデオソフト版
- スペース ガーディアン バビロン5

## 第2シーズン: 「シャドウ到来」
1. 新司令官シェリダン着任
2. 謎の惑星ザ・ハ・ドゥム
3. 銀河系の魔術師テクノメイジ
4. 迷宮 亜空間の戦い
5. 100年前の探査船コペルニクス号
6. 埋め込まれた頭脳
7. モラーリ大使と3人の妻
8. サイ・コープスの秘密組織
9. シャドウ軍団の暗躍
10. 地球軍第356歩兵師団
11. 謎のエイリアン艦出現
12. 高度文明種族ルマティ
13. 機密を盗んだ男
14. 罠にはまったシェリダン
15. TV番組 バビロン5 36時間
16. 明かされるシャドウの秘密
17. マルカブ人の幻覚
18. 伝染病の恐怖
19. あばかれるテレパス
20. 闘いの暗号通信
21. 謎の尋問者
22. シェリダン暗殺計画

## 第3シーズン: 「帰還限界点」
1. レンジャー救出作戦
2. 爆破予告
3. リミットは24時間
4. 黒バラの幻影
5. 危険な誘惑
6. マインドスキャン強化剤
7. 驚異の奇生体
8. クラーク大統領の決断
9. 地球に戒厳令布告
10. 潰えた願い
11. それぞれの告白
12. バーの婚約者
13. 甦ったアーサー王
14. サイ・コップの敵
15. シャドウの報復
16. 時空の亀裂（前編）
17. 時空の亀裂（後編）
18. コッシュの遺産
19. 消えたフロアー
20. 権力抗争の行方
21. シャドウ　対　連合艦隊
22. 生きていたシェリダンの妻

## 第4シーズン: 「降伏などしない、一歩も退かない」
1. セントーリの陰謀
2. 最古の種族出現
3. 40発の電気ムチ
4. 恐怖のプラネット・キラー
5. 皇帝暗殺計画
6. 炎の中へ
7. 暗黒の使者
8. 歪められた真実
9. 異種族の結婚
10. 火星潜入作戦
11. グレー評議会崩壊
12. ガリバルディの長い一日
13. ミンバリ内戦勃発
14. 降伏の儀式
15. プロクシマ3奪回
16. 離婚の理由
17. テレパス用ウィルス
18. 囚われのシェリダン
19. 迫る地球軍新型艦隊
20. 解放戦争、最終局面へ
21. 新時代の夜明け
22. 実録シェリダン司令官

## 第5シーズン: 「炎の輪」
1. 狙われた大統領就任式
2. 瀕死のロンド
3. 牙をむいたドラジ
4. 保守班マックとボーのつぶやき
5. レンジャー、学びの過程
6. テレパス狩り
7. テレパスの生い立ち
8. 死者の日
9. セントーリ宮殿の闇
10. テレパス達の悲劇
11. 不死鳥のごとく
12. 襲撃の黒幕
13. 特殊能力「マインド・シュレッダー」
14. レニアーの秘密任務
15. セントーリの秘密基地
16. 暴かれた襲撃
17. シャドウの置き土産
18. セントーリ本国の陥落
19. 凱旋した英雄
20. 旅立ちの始まり
21. さらばバビロン5
22. シェリダン　永遠の眠りに

## TVムービー
- Babylon 5: 「誕生」
- Babylon 5: 「遺物」
- Babylon 5: 「球体」
- Babylon 5: 「雌伏」
- Babylon 5: 「次なる非常事態」
- Babylon 5: 「危機ふたたび」